# 劉九光
劉九光（1556年—1621年），字文孚，号含轩，河南開封府潁川衛籍直隸鳳陽府颍州人。

## 生平
萬曆十年（1582年），劉九光舉壬午科河南鄉試第三十四名舉人，萬曆二十三年（1595年）登乙未科會試第一百九十二名，廷試三甲第八十二名進士，工部觀政，本年八月初授清丰县令。二十七年二月調繁邢台县，二十九年三月擢兵部职方司主事，三十一年起补原职，三十八年歷升员外郎、郎中，四十年三月升辽东海盖兵备右参政。竭力避免繁重的徭役。萬曆三十六年（1608年）主修《潁州志》脫稿。晋山东按察使，四十四年二月官至廣西右布政使，调解汉、徭两族间的矛盾。四十七年十一月升云南左布政使，次年在滇南左藩任上致仕歸里。

## 著作
著有《兵部奏議》、《元文堂草》等書。

## 家族
曾祖劉朝，兴宁知县。祖劉棣，寿官。父劉一介，儒官，封清丰知县。母楊氏，封太孺人。慈侍下。娶张氏，封孺人。子廷榜（庠生）、廷胪、廷石、廷柱、廷甲（庠生）、廷傅、廷試。